# American River
Der American River ist ein linker Nebenfluss des Sacramento River in Nord-Kalifornien, Vereinigte Staaten. Seine drei Quellarme North Fork, Middle Fork und South Fork  entspringen in der nördlichen Sierra Nevada westlich des Lake Tahoe. Der Middle Fork mündet in den North Fork, die beiden verbliebenen Arme vereinigen sich bei Folsom im heutigen Stausee Folsom Lake. Aus diesem fließt der eigentliche American River ab, bevor er nach 48 km in südwestliche Richtung im Zentrum der kalifornischen Hauptstadt Sacramento in den Sacramento River mündet.
Bereits die Quellarme werden zur Gewinnung von Strom und Trinkwasser in den Bergen gestaut. Folsom Lake, der von dem 1955 errichteten Folsom Dam gebildet und vom Bureau of Reclamation betrieben wird, ist mit einer Fläche von 46 km2 der größte Stausee am Fluss. Im Stadtgebiet von Folsom liegt an einem historischen Seitenkanal das 1895 errichtete Folsom Powerhouse, das den ersten elektrischen Strom für die kalifornische Hauptstadt lieferte.
Im Januar 1848 errichtete der Zimmermann James W. Marshall im Auftrag des Grundeigentümers Johann August Sutter im Tal des South Fork of the American River bei Coloma die Sägemühle Sutter’s Mill und entdeckte dabei Goldnuggets im Flussbett. Er löste damit den Kalifornischen Goldrausch aus.
Neben der Wasserkraft und der Trinkwassergewinnung dient der American River der Freizeitnutzung. Alle Quellarme sind herausragende Wildwasserreviere. Unterhalb von Folsom wird der Fluss ruhiger, an ihm entlang verläuft hier auf 50 km der nach dem Trapper und Pelzhändler Jedediah Smith benannte Jedediah Smith Memorial Trail, ein kombinierter Wander-, Reit- und Mountainbikeweg. Große Teile der Uferzonen sind als American River Parkway ausgewiesen, werden zu Erholungszwecken genutzt und verbinden historisch und landschaftlich attraktive Punkte.
Ein Flussabschnitt von 37 km oberhalb der Mündung des American River sind als National Wild and Scenic River in der Kategorie „recreational“ („Erholungsgewässer“) ausgezeichnet.
Der 137 km lange North Fork American River ist ebenfalls als National Wild and Scenic River geschützt. 61 Flusskilometer tragen die Kategorie "wild" („Wildwasser“).
Der Middle Fork American River mündet in den North Fork und hat eine Länge von 105 km.
Der South Fork American River hat seinen Ursprung im Echo Lake. Er ist 145 km lang und trifft im Folsom Lake auf den North Fork.
Der Silver Fork American River hat seine Quelle südlich des Silver Lake in Amador County. Von dort fließt er in nordwestlicher Richtung über 32 km dem South Fork zu. Der Silver Fork ist beliebt bei Fliegenfischern. Bachforellen werden hier 
typischerweise gefangen.

## Namensvarianten
Der Fluss trug im Laufe der Zeit verschiedene Namen in mehreren Sprachen:
- American Fork
- Rio De Los Americanos
- Rio Ojotska
- Wild River